# Diane Foster
Cet article concerne une athlète canadienne. Pour l'actrice canadienne, voir Dianne Foster.
Pour les articles homonymes, voir Foster.
Diane Foster, née le 3 mars 1928 à Vancouver et morte le 4 janvier 1999 à Oliver, est une athlète canadienne.

## Biographie
Diane Foster obtient la médaille de bronze en relais 4 x 100 mètres lors des Jeux olympiques d'été de 1948 à Londres, avec Nancy MacKay, Viola Myers et Patricia Jones. Au cours de ces mêmes Jeux olympiques, Myers court le 200 mètres sans parvenir en finale.

## Palmarès
- Jeux olympiques de 1948 à Londres
  -  Médaille de bronze en relais 4 × 100 m